# Bretigney-Notre-Dame
Bretigney-Notre-Dame est une commune française située dans le département du Doubs, la région culturelle et historique de Franche-Comté et la région administrative Bourgogne-Franche-Comté.

## Géographie

### Climat
Pour des articles plus généraux, voir Climat de la Bourgogne-Franche-Comté et Climat du Doubs.
En 2010, le climat de la commune est de type climat de montagne, selon une étude du Centre national de la recherche scientifique s'appuyant sur une série de données couvrant la période 1971-2000. En 2020, Météo-France publie une typologie des climats de la France métropolitaine dans laquelle la commune est dans une zone de transition entre le climat semi-continental et le climat de montagne et est dans la région climatique  Jura, caractérisée par une forte pluviométrie en toutes saisons (1 000 à 1 500 mm/an), des hivers rigoureux et un ensoleillement médiocre. 
Pour la période 1971-2000, la température annuelle moyenne est de 10 °C, avec une amplitude thermique annuelle de 17,1 °C. Le cumul annuel moyen de précipitations est de 1 254 mm, avec 13,7 jours de précipitations en janvier et 10,4 jours en juillet. Pour la période 1991-2020, la température moyenne annuelle observée sur la station météorologique de Météo-France la plus proche, « Pouligney », sur la commune de Pouligney-Lusans à 8 km à vol d'oiseau, est de 10,9 °C et le cumul annuel moyen de précipitations est de 1 214,6 mm. 
La température maximale relevée sur cette station est de 40 °C, atteinte le 25 juillet 2019 ; la température minimale est de −23 °C, atteinte le 20 décembre 2009,,. 
Les paramètres climatiques de la commune ont été estimés pour le milieu du siècle (2041-2070) selon différents scénarios d'émission de gaz à effet de serre à partir des nouvelles projections climatiques de référence DRIAS-2020. Ils sont consultables sur un site dédié publié par Météo-France en novembre 2022.

## Urbanisme

### Typologie
Au 1er janvier 2024, Bretigney-Notre-Dame est catégorisée commune rurale à habitat dispersé, selon la nouvelle grille communale de densité à 7 niveaux définie par l'Insee en 2022.
Elle est située hors unité urbaine. Par ailleurs la commune fait partie de l'aire d'attraction de Besançon, dont elle est une commune de la couronne,. Cette aire, qui regroupe 310 communes, est catégorisée dans les aires de 200 000 à moins de 700 000 habitants,.

### Occupation des sols
L'occupation des sols de la commune, telle qu'elle ressort de la base de données européenne d’occupation biophysique des sols Corine Land Cover (CLC), est marquée par l'importance des territoires agricoles (55,2 % en 2018), en augmentation par rapport à 1990 (48,5 %). La répartition détaillée en 2018 est la suivante : 
forêts (44,8 %), zones agricoles hétérogènes (30,1 %), terres arables (19 %), prairies (6,2 %). L'évolution de l’occupation des sols de la commune et de ses infrastructures peut être observée sur les différentes représentations cartographiques du territoire : la carte de Cassini (XVIIIe siècle), la carte d'état-major (1820-1866) et les cartes ou photos aériennes de l'IGN pour la période actuelle (1950 à aujourd'hui).

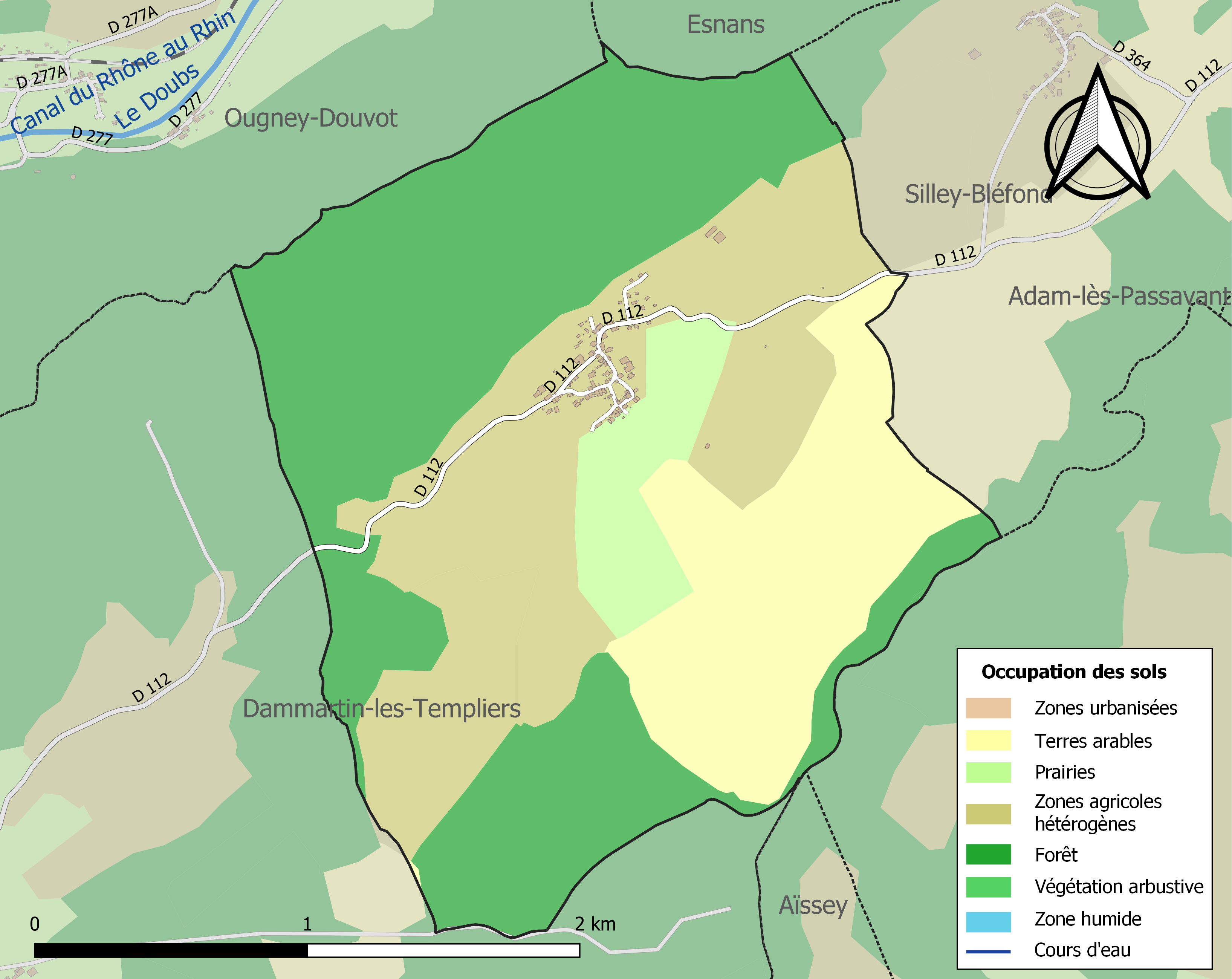
Carte des infrastructures et de l'occupation des sols de la commune en 2018 (CLC).

## Toponymie
Britignhey en 1148 ; Bretaigney en 1316 , Bretigny en 1406 ; Bretegney en 1460 ; Breitegney en 1572 ; Bretegney en 1602 ; Bretigney en 1629 - Bretigney-Notre-Dame par décret du 22 février 1923.

## Histoire
Il faut attendre une trouvaille archéologique faite en 1850, 90 monnaies de l'empereur Magnence enfermées dans deux vases, pour faire commencer l'histoire de Bretigney au IVe siècle. Encore que ce trésor, si intéressant soit-il, n'indique d'ailleurs pas forcément un lieu de peuplement. Si une famille y est attestée en 1147, Bretigney existait au XIIIe siècle, relevant de la seigneurie de Passavant. En 1652, Antoine-François Gauthiot d'Ancier dont la famille est propriétaire de la communauté depuis 1529-1530, meurt sans postérité, en léguant tous ses biens aux Jésuites de Besançon qui la conserveront jusqu'à la Révolution.
Prospère jusqu'en 1634, la population souffrit durement des opérations militaires, de l'entretien des troupes, du passage des gens de guerre, des emprunts contractés pendant la guerre de Dix Ans : elle dut faire appel comme ailleurs aux Suisses, aux Savoyards, voire aux Italiens pour repeupler les campagnes désolées après la cessation des hostilités.

## Politique et administration

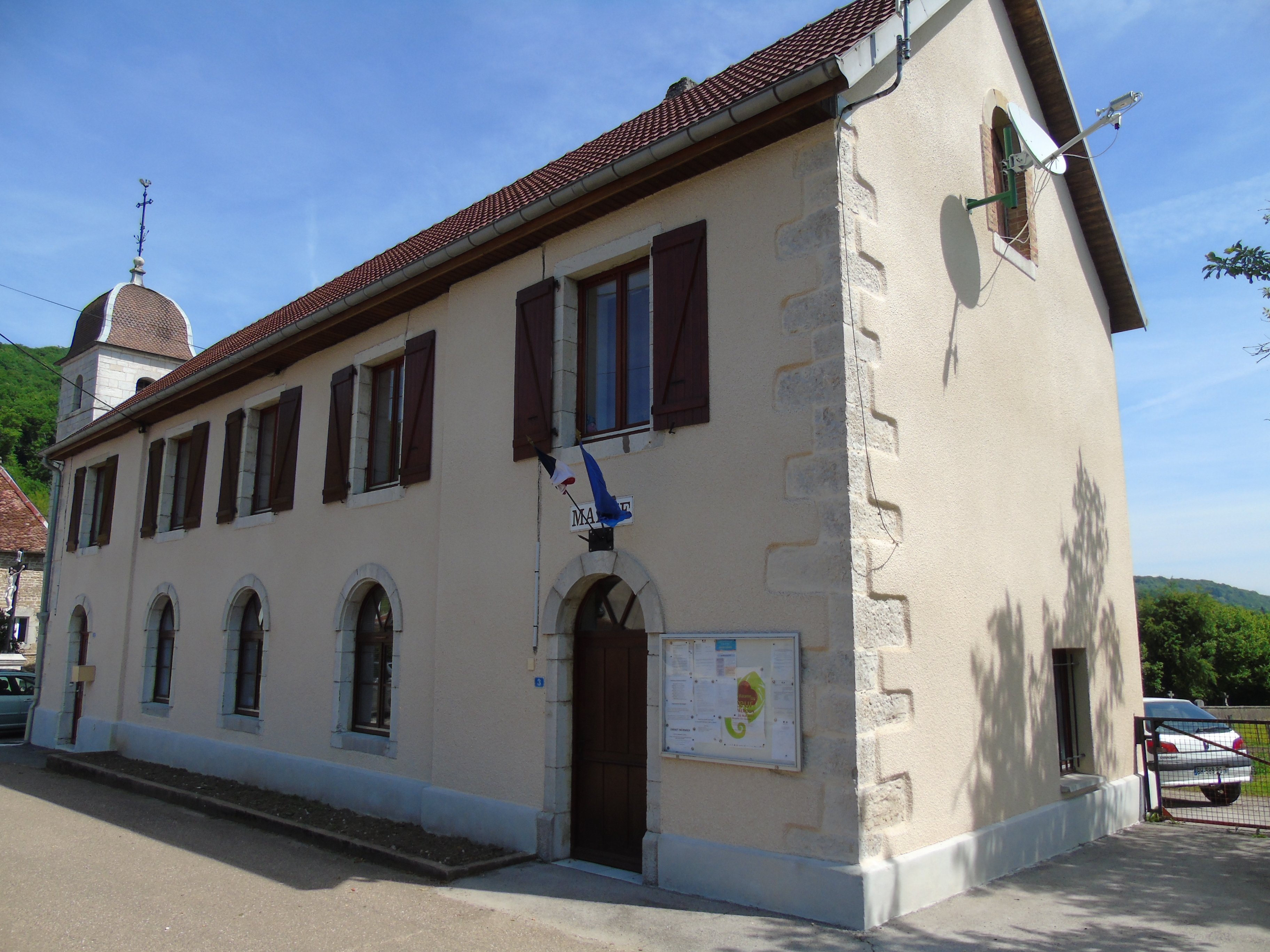
Mairie.

| Période                                  | Période  | Identité          | Étiquette | Qualité         |
| ---------------------------------------- | -------- | ----------------- | --------- | --------------- |
| mars 1983                                | 2014     | Jean-Marie Cachot |           |                 |
| avril 2014                               | mai 2020 | Vincent Geniaux   |           |                 |
| mai 2020                                 | En cours | Bertrand Racine   |           | Agent technique |
| Les données manquantes sont à compléter. |          |                   |           |                 |

## Démographie
L'évolution du nombre d'habitants est connue à travers les recensements de la population effectués dans la commune depuis 1793. Pour les communes de moins de 10 000 habitants, une enquête de recensement portant sur toute la population est réalisée tous les cinq ans, les populations de référence des années intermédiaires étant quant à elles estimées par interpolation ou extrapolation. Pour la commune, le premier recensement exhaustif entrant dans le cadre du nouveau dispositif a été réalisé en 2005.

En 2022, la commune comptait 119 habitants, en évolution de +7,21 % par rapport à 2016 (Doubs : +1,88 %, France hors Mayotte : +2,11 %).
| 1793 | 1800 | 1806 | 1821 | 1831 | 1836 | 1841 | 1846 | 1851 |
| ---- | ---- | ---- | ---- | ---- | ---- | ---- | ---- | ---- |
| 451  | 412  | 386  | 366  | 360  | 360  | 340  | 310  | 276  |

| 1856 | 1861 | 1866 | 1872 | 1876 | 1881 | 1886 | 1891 | 1896 |
| ---- | ---- | ---- | ---- | ---- | ---- | ---- | ---- | ---- |
| 266  | 240  | 228  | 214  | 198  | 189  | 185  | 177  | 181  |

| 1901 | 1906 | 1911 | 1921 | 1926 | 1931 | 1936 | 1946 | 1954 |
| ---- | ---- | ---- | ---- | ---- | ---- | ---- | ---- | ---- |
| 171  | 165  | 165  | 130  | 126  | 116  | 111  | 100  | 100  |

| 1962 | 1968 | 1975 | 1982 | 1990 | 1999 | 2005 | 2006 | 2010 |
| ---- | ---- | ---- | ---- | ---- | ---- | ---- | ---- | ---- |
| 70   | 69   | 72   | 77   | 95   | 102  | 104  | 106  | 111  |

| 2015 | 2020 | 2022 | - | - | - | - | - | - |
| ---- | ---- | ---- | - | - | - | - | - | - |
| 111  | 119  | 119  | - | - | - | - | - | - |

## Lieux et monuments
- L'église Notre-Dame avec son clocher comtois qui possède une cloche recensée dans la base Palissy[20].
- Les fontaines.
- La vallée de l'Audeux.

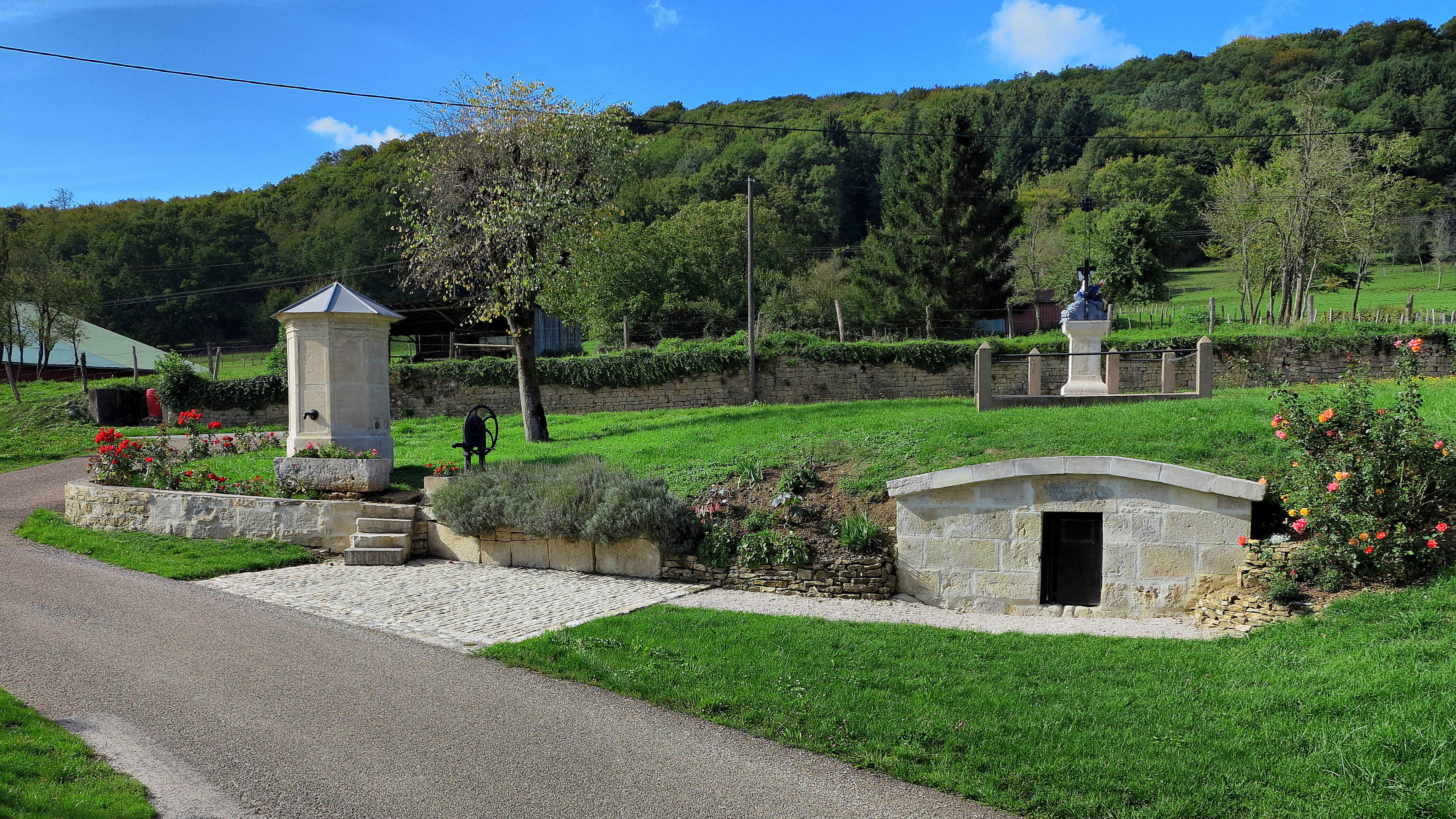
Fontaine-citerne 1.
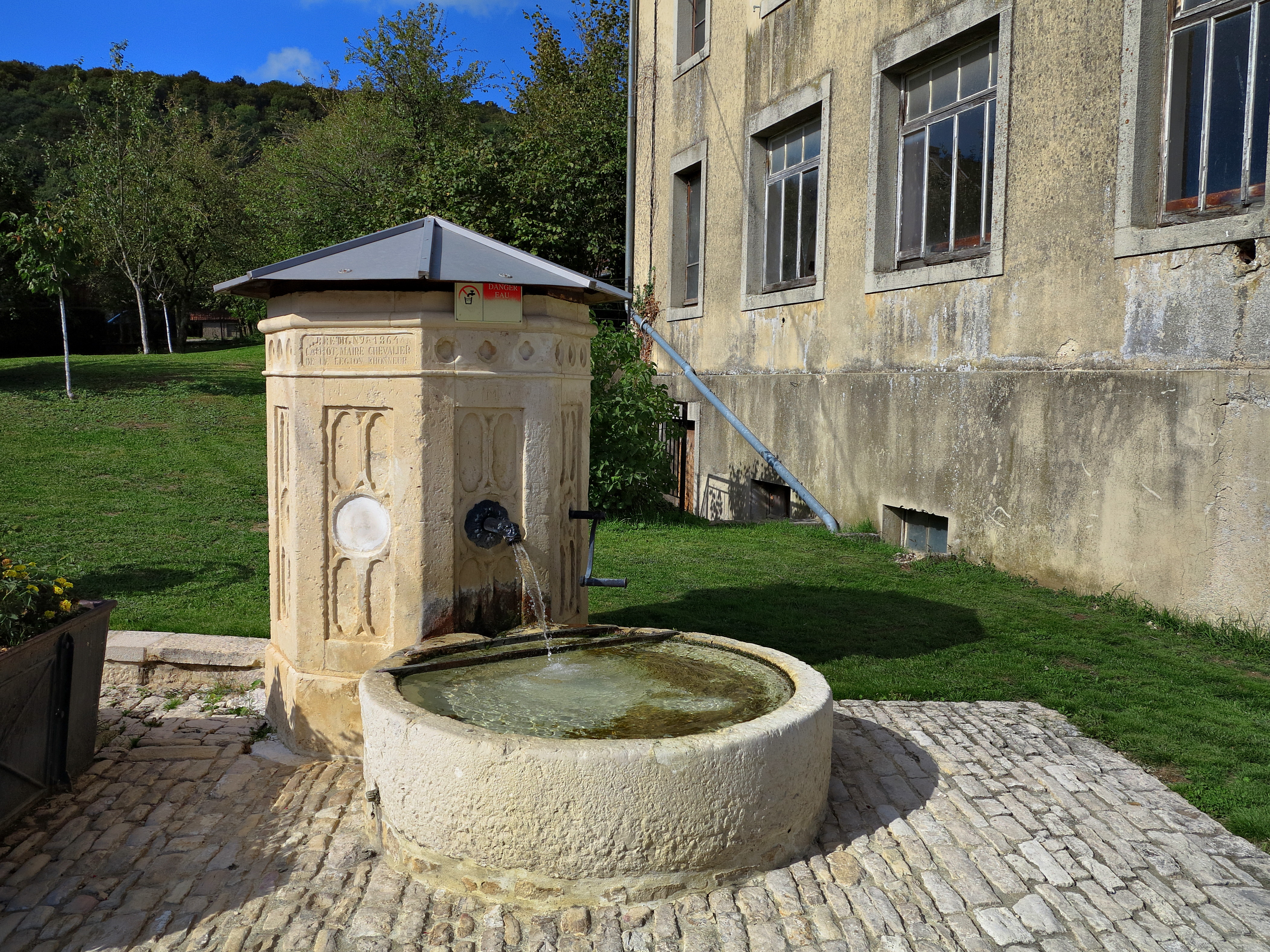
Fontaine-abreuvoir.
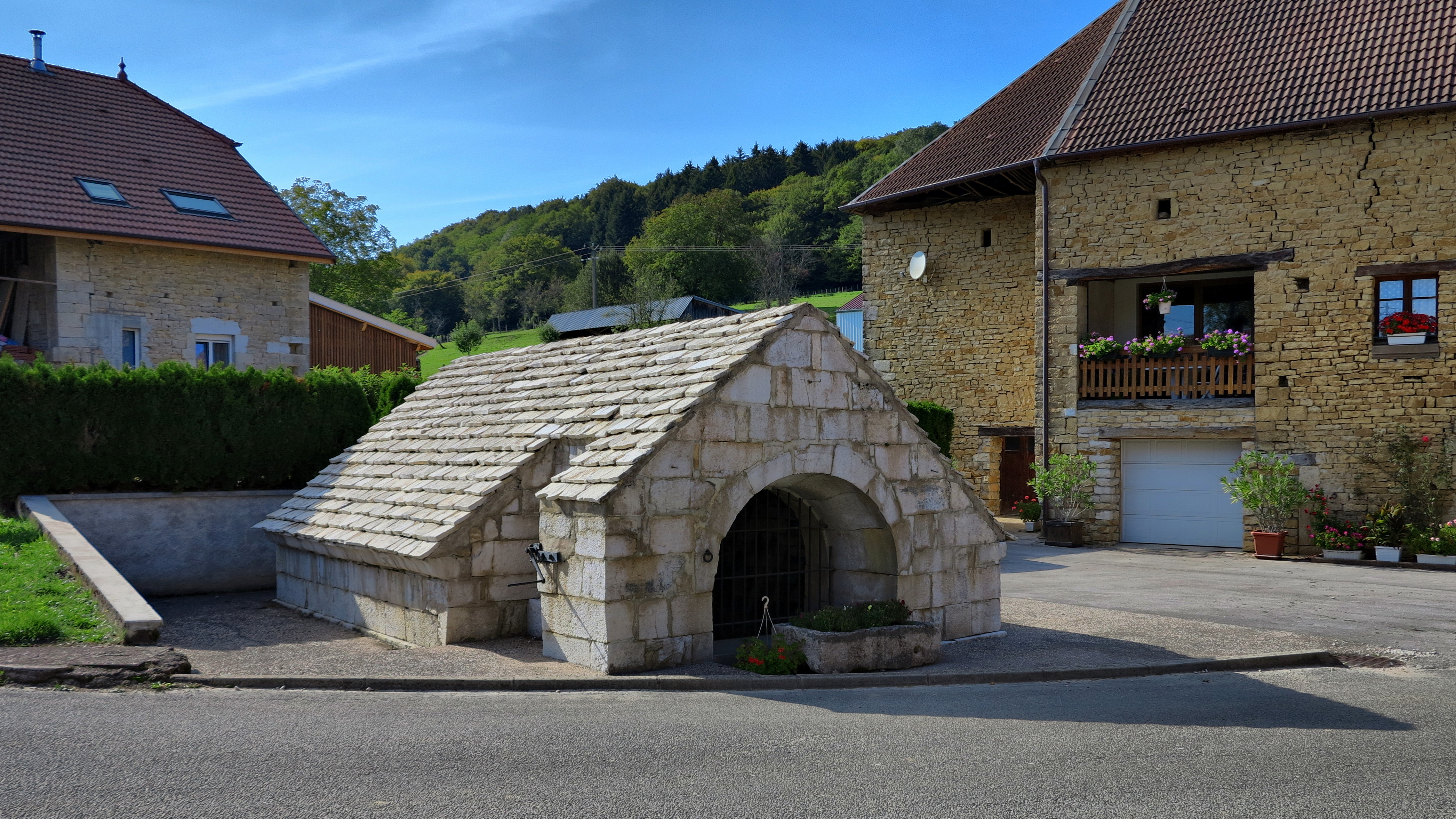
Fontaine-citerne 2.
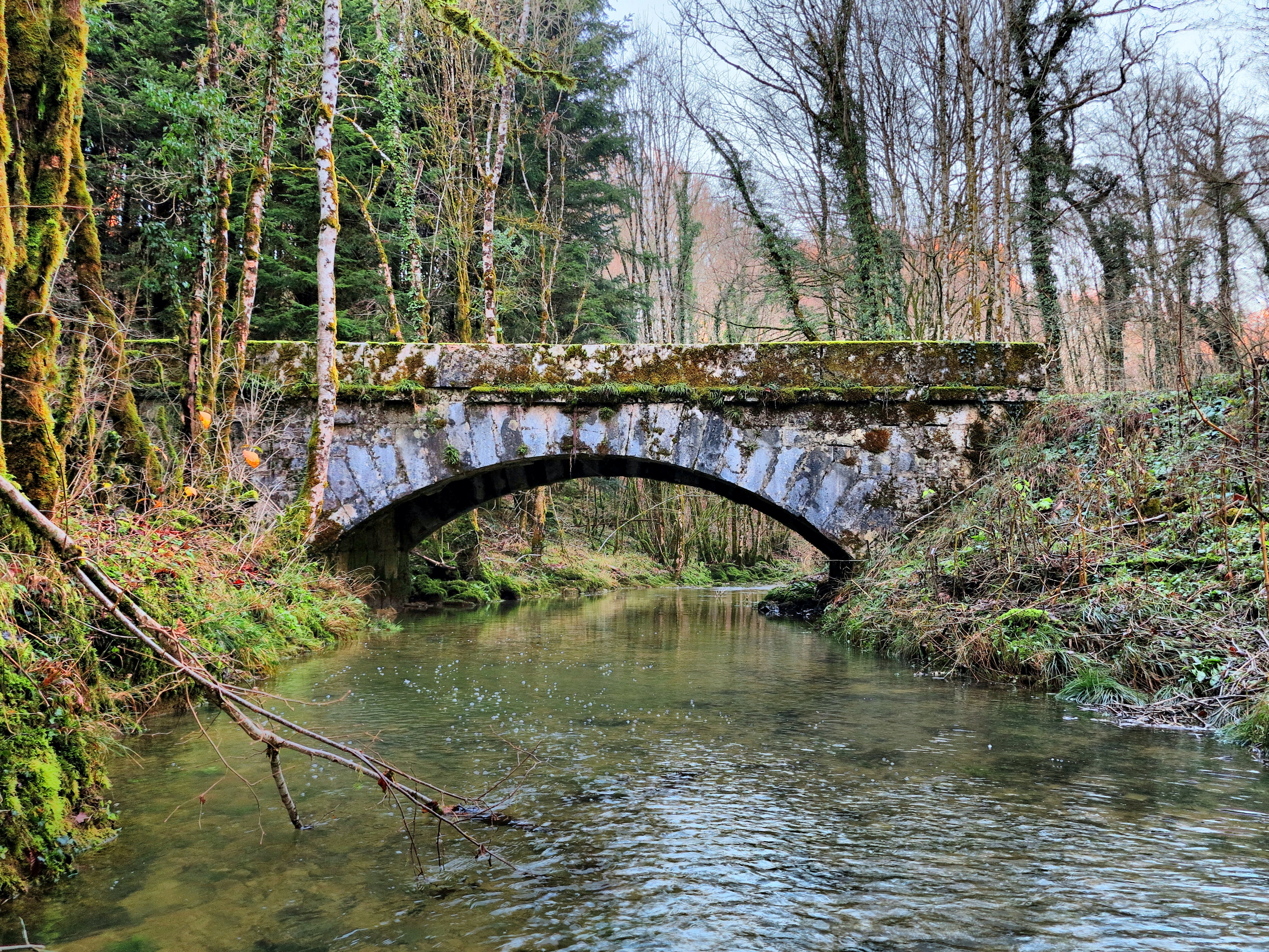
Le pont sur l'Audeux.

## Personnalités
« (Claude, François, Joseph) Cachot né le 9 mars 1899 à Bretigney-Notre-Dame (Doubs), décédé le 8 décembre 1942 à Sachsenhausen (Allemagne) » (extrait de l'arrêté du 15/09/2005 portant apposition de la mention « Mort en déportation » sur les actes et jugements déclaratifs de décès).
François Cachot a été arrêté par la Gestapo en 1941 à son domicile dans le 15e arrondissement de Paris (rue Saint-Charles) et déporté ensuite dans le camp. Il était alors gardien de la paix du 15e arrondissement.